# Theridion pallasi
Espèce
Theridion pallasi est une espèce d'araignées aranéomorphes de la famille des Theridiidae.

## Distribution
Cette espèce est endémique de Kalmoukie en Russie,.

## Description
La femelle holotype mesure 2,3 mm.

## Étymologie
Cette espèce est nommée en l'honneur de Peter Simon Pallas.

## Publication originale
- Ponomarev, 2007 : New taxa of spiders (Aranei) from the south of Russia and western Kazakhstan. Caucasian Entomological Bulletin, vol. 3, p. 87-95.